# Jiangxisuchus
Jiangxisuchus — вимерлий рід крокодилів, який мешкав у пізньому крейдяному періоді Китаю. Він був описаний у 2019 році та був запропонований як базальний член Crocodyloidea. Однак інше одночасне дослідження 2019 року відновило Jiangxisuchus замість цього як основного члена Alligatoroidea в новоназваній кладі Orientalosuchina.